# Ctenomys australis
Ctenomys australis е вид бозайник от семейство Тукотукови (Ctenomyidae). Видът е застрашен от изчезване.

## Разпространение
Разпространен е в Аржентина.